# 겨울잠쥐아과
겨울잠쥐아과(Glirinae)는 겨울잠쥐과에 속하는 설치류 분류군의 하나이다. 약 3천만 년 전 올리고세 말에 등장했다. 현존하는 2개 속에 2종을 포함하고 있다.

## 하위 종
- 일본겨울잠쥐속 (Glirulus)
  - 일본겨울잠쥐 (G. japonicus) - 일본 토착종.
- 큰겨울잠쥐속 또는 큰동면쥐속 (Glis)
  - 큰겨울잠쥐 또는 유럽식용겨울잠쥐, 유럽살찐겨울잠쥐 (G. glis) - 유럽과 서아시아 토착종.
  - 이란식용겨울잠쥐 또는 이란살찐겨울잠쥐 (G. persicus)